# Alec M. Pridgeon
Alec M. Pridgeon (1950) è un botanico inglese, autorità riconosciuta a livello internazionale nel campo della orchidologia, menzionato sempre con il secondo nome puntato.

## Biografia
È consulente scientifico dei Royal Botanic Gardens, Kew e membro della  Linnean Society of London.
È stato curatore della rivista American Orchid Society Bulletin (oggi Orchids) e fondatore della rivista Lindleyana.
Ha contribuito all'"Orchid Action Plan" della Unione Internazionale per la Conservazione della Natura.

## Opere (parziale)
- (EN) Alec M. Pridgeon, Phillip J. Cribb, Mark W. Chase e Finn N. Rasmussen, Genera Orchidacearum, Volume 1. General Introduction, Apostasioideae, Cypripedioideae, Oxford University Press, 1999, ISBN 0198505132.
- (EN) Alec M. Pridgeon, Phillip J. Cribb, Mark W. Chase e Finn N. Rasmussen, Genera Orchidacearum, Volumen 3. Orchidoideae (Parte 2), Vanilloideae, Oxford University Press, 2003, ISBN 0198507119.
- (EN) Alec M. Pridgeon, Phillip J. Cribb, Mark W. Chase e Finn N. Rasmussen, Genera Orchidacearum, Volumen 4. Epidendroideae (Parte 1), Oxford University Press, 2005.
- (EN) Alec M. Pridgeon, Phillip J. Cribb, Mark W. Chase e Finn N. Rasmussen, Genera Orchidacearum, Volumen 5. Epidendroideae (Parte 2), Oxford University Press, 2009, ISBN 0198507135.

| Pridgeon è l'abbreviazione standard utilizzata per le piante descritte da Alec M. Pridgeon. Consulta l'elenco delle piante assegnate a questo autore dall'IPNI. |

| Controllo di autorità | VIAF (EN) 71492080 · ISNI (EN) 0000 0001 0914 0972 · LCCN (EN) n91119658 · GND (DE) 1044004843 · BNF (FR) cb124758120 (data) · J9U (EN, HE) 987007435460505171 · CONOR.SI (SL) 78315363 |